# Duy Tân (Quảng Nam)
Duy Tân is een xã in het district Duy Xuyên, een van de districten in de Vietnamese provincie Quảng Nam.
Duy Tân ligt op de zuidelijke oever van de Thu Bồn.
De xã heeft ruim 5900 inwoners op een oppervlakte van 7,91 km².